# André Barcinski
André Barcinski (Nova Iorque, 1968) é um jornalista, roteirista e diretor de TV brasileiro.
Atualmente, é crítico de cinema e de música do jornal Folha de S.Paulo.
Em mais de 30 anos de trabalho em imprensa, assinou textos em inglês e publicou fotos em veículos internacionais, como as revistas Creem, Spin, Fangoria e Cult Movies, e publicou um capítulo sobre José Mojica Marins no livro Fear Without Frontiers – Weird and Wonderful Cinema Across the Globe (FAB Press, 2003). Colaborou também para a versão eletrônica da revista britânica Granta.

## Carreira
Proveniente de família com raízes na Polônia, formou-se em Jornalismo pela Universidade Federal Fluminense (UFF) e iniciou sua carreira na revista Ciência Hoje, em meados dos anos 80.
Ainda nos anos 80, foi repórter de cultura do jornal Tribuna da Imprensa e fotógrafo do Jornal do Brasil. Apresentou vários programas de rádio na Fluminense FM, como Caixa Preta e Três Acordes.
Mudou-se para São Paulo em 1990 para trabalhar no caderno Ilustrada da Folha de S. Paulo.
Foi editor do caderno Variedades do jornal Notícias Populares e assinou uma coluna na revista Trip.
Em 1992, junto aos colegas Paulo Cesar Martin, André Forastieri e Álvaro Pereira Júnior, estreou o programa de rádio Garagem, na Gazeta FM.
No mesmo ano, mudou-se para Los Angeles, onde foi correspondente do Jornal do Brasil. Trabalhou em Los Angeles e Nova Iorque por sete anos, cobrindo a indústria do entretenimento, primeiro como correspondente do Jornal do Brasil e, posteriormente, do Jornal da Tarde.
Nesse período, entrevistou nomes famosos do cinema e da música, como Martin Scorsese, Arnold Schwarzenegger, Rolling Stones, U2, Ozzy Osbourne, Kiss, Prince, Oliver Stone, James Cameron, Courtney Love, Céline Dion, Anthony Hopkins, Sharon Stone e muitos outros.
Cobriu a Copa do Mundo de 1994 pelo Jornal do Brasil.
Retornou ao Brasil em 1999. Foi editor do caderno Folhateen, da Folha de S. Paulo, e editor do site El Foco. Voltou a apresentar o programa de rádio Garagem, dessa vez na Rádio Brasil 2000, que foi vencedor do Prêmio APCA (Associação Paulista dos Críticos de Arte) em 2009.
Em 2001, deixou de lado o jornalismo para se concentrar na produção de eventos musicais. Fundou a produtora Circuito, especializada em música eletrônica, e realizou shows de bandas internacionais como Gang of Four, Cardigans, Melvins, The Sisters of Mercy, Mudhoney, New Model Army, Supergrass e muitas outras.
Em 2007, fundou o Clash Club com Gabriel Gaiarsa e Sérgio Godoy na Barra Funda, em São Paulo, que rapidamente se tornou referência da música eletrônica em São Paulo.
Em 2010, abandonou a produção de eventos para se dedicar inteiramente ao jornalismo e ao trabalho em TV.
Entre novembro de 2013 e março de 2016, foi colunista no portal R7. Entre outubro de 2016 e dezembro de 2020 foi colunista no portal UOL.
Desde maio de 2020 apresenta o podcast ABFP - Álvaro & Barcinski & Forasta & Paulão, com Álvaro Pereira Júnior, André Forastieri e Paulo César Martin e desde setembro do mesmo ano, também apresenta o podcast B3 com Benjamin Back, o produtor musical João Marcello Bôscoli e Ice Blue dos Racionais.

### TV e Cinema
Dirigiu o documentário Maldito (2001), sobre o cineasta José Mojica Marins, vencedor do Prêmio do Júri do Festival de Sundance (EUA) e do Prêmio do Público do Festival É Tudo Verdade (São Paulo). O filme foi exibido em cerca de 15 festivais internacionais – Chicago, Melbourne, Seul, Paris, Buenos Aires e Nova York – e em TVs de cerca de 20 países.
Em 2002, dirigiu, em parceria com Heitor D'Alincourt, o documentário Saudações Tricolores, sobre o centenário do Fluminense, seu time de coração.
De 2008 a 2014, foi diretor do programa O Estranho Mundo de Zé do Caixão do Canal Brasil. Também roteirizou a série de TV Zé do Caixão (2015), do canal fechado Space.
Também dirigiu os programas Eletrogordo (3 temporadas) e Nasi Noite Adentro (6 temporadas), do Canal Brasil.
Em 17 de junho de 2019, a minissérie documental de 8 capítulos História Secreta do Pop Brasileiro estreia no festival In-Edit, em São Paulo. Posteriormente, ficou disponível no serviço de streaming Prime Video.
Em 2021, sua série Hit Parade, sobre os bastidores da música nos anos 80, estreia no Canal Brasil.

### Livros
Escreveu sete livros, incluindo Barulho (1992), vencedor do prêmio Jabuti de melhor reportagem.
Em 2012, lança o Guia da Culinária Ogra - 195 lugares para comer até cair, que mostra 195 restaurantes e lanchonetes onde se come bem e barato em São Paulo.
Em 2016, lança a biografia do seu amigo, o músico João Gordo, chamada João Gordo: Viva La Vida Tosca. Um ano depois, outra biografia: agora do músico Marcelo Nova, líder da banda Camisa de Vênus.
No final de 2023, lança o livro Tudo Passará – A Vida de Nelson Ned, o Pequeno Gigante da Canção pela Companhia das Letras.

## Bibiliografia parcial
- Barulho - Uma viagem pelo underground do rock americano (Editora Pauliceia - 1992)
- Maldito - A vida e o cinema de José Mojica Marins, o Zé do Caixão - com Ivan Finotti (Editora 34 - 1998)
- Sepultura - Toda a história - com Silvio Gomes (Editora 34 - 1999)
- Guia da Culinária Ogra - 195 lugares para comer até cair (Editora Planeta - 2012)
- Pavões Misteriosos 1974-1983: A explosão da música pop no Brasil (Editora Três Estrelas - 2014)
- Zé do Caixão: Maldito - A biografia - com Ivan Finotti (Edição revista e ampliada de Maldito - A vida e o cinema de José Mojica Marins, o Zé do Caixão) (Editora Darkside Books - 2015)[38]
- João Gordo: Viva La Vida Tosca (Editora Darkside Books - 2016)[39]
- Marcelo Nova: O Galope do Tempo (Editora Benvirá - 2017)[40]
- Barulho - 30 anos (Edição revista e ampliada de luxo de Barulho - Uma viagem pelo underground do rock americano,) (2023)
- Tudo passará: A vida de Nelson Ned, o Pequeno Gigante da Canção (Companhia das Letras - 2023)[41]